# Hockey Pro League
Die Hockey Pro League ist ein vom Welthockeyverband (FIH) organisierter internationaler Wettbewerb für Nationalmannschaften, der ab 2019 ausgetragen wird. Die Liga dient auch zur Qualifikation für die Olympischen Spiele und die Weltmeisterschaften.

## Format
Jeweils neun Teams bei den Damen und bei den Herren spielen jährlich in einer doppelten Runde gegeneinander in der Zeit von Januar bis Juni. Die neun Teams einer Liga haben ihren Platz für vier Jahre sicher. Ein Sieg in der regulären Spielzeit wird mit drei Punkten bewertet. Bei einem Unentschieden findet ein Shoot-Out statt. Der Sieger des Shoot-Out erhält zwei Punkte, der Verlierer einen. Nach Abschluss der doppelten Runde spielen die vier besten vier Teams ein Finale. Diese vier Teams sind dann auch für die Qualifikationsturniere zu den Olympischen Spielen teilnahmeberechtigt.

## Teams
Indien, das zunächst mit beiden Teams für die Pro League zugelassen war, zog seine Teams im Juli 2017 zurück. Sie kritisierten, dass die Pro League keine direkte Qualifikation für die Olympischen Spiele böte und ihre Chancen auf Teilnahme über die World League Runden 1 und 2, die es ja weiterhin gäbe, größer wären. Die FIH benannte daraufhin Belgien (Damen) und Spanien (Herren) als Teilnehmer.
Pakistan sagte im Januar 2019 seine ersten drei Spiele gegen Australien, Neuseeland und Argentinien wegen „unvermeidbarer Umstände“ ab und wurde daraufhin von der FIH aus dem laufenden Wettbewerb ausgeschlossen, die Spiele entfielen ersatzlos.
| Damen                         | Herren                           |
| ----------------------------- | -------------------------------- |
| Argentinien                   | Argentinien                      |
| Australien                    | Australien                       |
| Belgien                       | Belgien                          |
| Deutschland                   | Deutschland                      |
| England (bzw. Großbritannien) | England (bzw. Großbritannien)    |
| Indien                        | Indien                           |
| Neuseeland                    | Neuseeland                       |
| Niederlande                   | Niederlande                      |
| China                         | Spanien                          |
| USA                           | Pakistan war 2019 ausgeschlossen |

## Austragungen

### Herren
| Jahr | Austragungsland | Finale     | Finale   | Finale   | Spiel um 3. Platz | Spiel um 3. Platz | Spiel um 3. Platz |
| Jahr | Austragungsland | Sieger     | Ergebnis | 2. Platz | 3. Platz          | Ergebnis          | 4. Platz          |
| ---- | --------------- | ---------- | -------- | -------- | ----------------- | ----------------- | ----------------- |
| 2019 | Niederlande     | Australien | 3:2      | Belgien  | Niederlande       | 5:3               | Großbritannien    |

| Jahr    | Endstand       | Endstand   | Endstand    | Endstand    |
| Jahr    | Sieger         | 2. Platz   | 3. Platz    | 4. Platz    |
| ------- | -------------- | ---------- | ----------- | ----------- |
| 2020–21 | Belgien        | Australien | Deutschland | Indien      |
| 2021–22 | Niederlande    | Belgien    | Indien      | Deutschland |
| 2022–23 | Großbritannien | Indien     | Deutschland | Spanien     |

### Damen
| Jahr | Austragungsland | Finale      | Finale          | Finale     | Spiel um 3. Platz | Spiel um 3. Platz | Spiel um 3. Platz |
| Jahr | Austragungsland | Sieger      | Ergebnis        | 2. Platz   | 3. Platz          | Ergebnis          | 4. Platz          |
| ---- | --------------- | ----------- | --------------- | ---------- | ----------------- | ----------------- | ----------------- |
| 2019 | Niederlande     | Niederlande | 2:2 (4:3 n. P.) | Australien | Deutschland       | 1 - 1 (3:1 n. P.) | Argentinien       |

| Jahr    | Endstand    | Endstand    | Endstand       | Endstand    |
| Jahr    | Sieger      | 2. Platz    | 3. Platz       | 4. Platz    |
| ------- | ----------- | ----------- | -------------- | ----------- |
| 2020–21 | Niederlande | Argentinien | Großbritannien | Deutschland |
| 2021–22 | Argentinien | Niederlande | Indien         | Belgien     |
| 2022–23 | Argentinien | Niederlande | Belgien        | Deutschland |

## Medaillen

### Herren
| Pos. | Land        | 1 | 2 | 3 | Gesamt |
| ---- | ----------- | - | - | - | ------ |
| 1    | Belgien     | 1 | 2 | 0 | 3      |
| 2    | Australien  | 1 | 1 | 0 | 2      |
| 3    | Niederlande | 1 | 0 | 1 | 2      |
| 4    | Indien      | 0 | 1 | 1 | 2      |
| 5    | Deutschland | 0 | 0 | 2 | 2      |

### Damen
| Pos. | Land           | 1 | 2 | 3 | Gesamt |
| ---- | -------------- | - | - | - | ------ |
| 1    | Niederlande    | 2 | 2 | 0 | 4      |
| 2    | Argentinien    | 2 | 1 | 0 | 3      |
| 3    | Australien     | 0 | 1 | 0 | 1      |
| 4    | Deutschland    | 0 | 0 | 1 | 1      |
| 4    | Großbritannien | 0 | 0 | 1 | 1      |
| 4    | Indien         | 0 | 0 | 1 | 1      |
| 4    | Belgien        | 0 | 0 | 1 | 1      |